# Чарльз Девіс (баскетболіст, 1958)
Чарльз Едвард Девіс (молодший) (англ. Charles Edward Davis, Jr., нар. 5 жовтня 1958, Нашвілл, Теннессі, США) — американський професіональний баскетболіст, що грав на позиції легкого форварда за низку команд НБА.

## Ігрова кар'єра
На університетському рівні грав за команду Вендербілт (1976–1981).
1981 року був обраний у другому раунді драфту НБА під загальним 35-м номером командою «Вашингтон Буллетс». Захищав кольори команди з Вашингтона протягом наступних 3 сезонів.
З 1984 по 1986 рік грав у складі «Мілвокі Бакс».
1986 року перейшов до італійської команди «Скаволіні Пезаро», у складі якої провів наступний сезон своєї кар'єри.
Наступною командою в кар'єрі гравця була «Мілвокі Бакс», за яку він відіграв лише частину сезону 1987 року.
Останньою ж командою в кар'єрі гравця стала «Чикаго Буллз», до складу якої він приєднався 1988 року і за яку відіграв 2 сезони.